# Recopa Sudamericana 2009
Dvacátý osmý ročník Recopa Sudamericana byl odehrán ve dnech 25. června a 9. července 2009. Ve vzájemném dvouzápase se střetli vítěz Poháru osvoboditelů v ročníku 2008 – LDU Quito a vítěz Copa Sudamericana v ročníku 2008 – Sport Club Internacional.

## 1. zápas
| 25. června 2009  |       |            |                                                                    |
| SC Internacional | 0 : 1 | LDU Quito  | Estádio Beira-Rio, Porto Alegre diváci: 30.284 rozhodčí: Juan Soto |
|                  |       | 57' Bieler | Estádio Beira-Rio, Porto Alegre diváci: 30.284 rozhodčí: Juan Soto |

## 2. zápas
| 9. července 2009                 |        |                  |                                                                            |
| LDU Quito                        | 2 : 2  | SC Internacional | Estádio Rodrigo Paz Delgado, Quito diváci: 55.000 rozhodčí: Carlos Chandía |
| Espínola 10' Bieler 40' Vera 57' | report |                  | Estádio Rodrigo Paz Delgado, Quito diváci: 55.000 rozhodčí: Carlos Chandía |

## Vítěz
| Recopa Sudamericana 2009 LDU Quito (1. vítězství) |